# 紫苞石柑
紫苞石柑（学名：Pothos cathcartii）是天南星科石柑属的植物。分布在柬埔寨、锡金、印度、缅甸、不丹、孟加拉、越南、泰国以及中国大陆的云南等地，生长于海拔500米至1,600米的地区，一般生于密林中树干上，目前尚未由人工引种栽培。